# Brütsch Mopetta
Brütsch Mopetta – mikrosamochód produkowany przez niemiecką firmę Brütsch w roku 1957. Dostępny jako roadster. Do napędu użyto jednocylindrowego silnika dwusuwowego o pojemności 48 cm³. Moc przenoszona była na koło tylne poprzez łańcuch oraz 3-biegową manualną skrzynię biegów. Powstało tylko 14 egzemplarzy.

## Dane techniczne

### Silnik
- Jednocylindrowy silnik dwusuwowy 0,05 l (48 cm³)
- Układ zasilania: gaźnik
- Średnica cylindra × skok tłoka: b/d
- Stopień sprężania: b/d
- Moc maksymalna: 2 KM (1,4 kW)
- Maksymalny moment obrotowy: b/d

### Osiągi
- Prędkość maksymalna: 45 km/h